# Nikiasfrieden
Als Nikiasfrieden wird der Friedensvertrag von 421 v. Chr. zwischen Athen und Sparta bezeichnet, der den Peloponnesischen Krieg zu einem vorläufigen Ende brachte. Im übertragenen Sinne wird der Begriff auch für einen „faulen Frieden“ benutzt.
Mit dem Tod von Kleon und Brasidas in der Schlacht von Amphipolis im Jahre 422 v. Chr. waren die beiden schärfsten Gegner einer Verständigung zwischen den beiden Hauptakteuren des Krieges ausgefallen. Der athenische Politiker und Heerführer Nikias, der schon vorher zu einer Verständigung mit Sparta geraten hatte (dies war im Sinne der Politik Kimons, die Nikias fortführte), handelte schließlich den Frieden mit dem spartanischen König Pleistoanax aus. Nach den Angaben von Thukydides lässt sich der Friedensschluss auf den 9. April 421 v. Chr. datieren. 
Der Frieden wurde auf 50 Jahre geschlossen und orientierte sich am Status quo ante: Die athenischen Stützpunkte Pylos und Kythera sollten gegen das von Sparta besetzte Amphipolis getauscht werden. Zudem sollte es zu einem Gefangenenaustausch kommen (was auch die in der Schlacht von Sphakteria gefangen genommenen Spartiaten einschloss). Das zu Sparta übergetretene Skione musste ausgeliefert werden, andere thrakische Städte sollten Abgaben (phoroi) zahlen und dafür unangetastet bleiben. Theben behielt Platää, wofür Athen einen Hafen von Megara, den es vorher erobert hatte, behalten durfte. Außerdem wurde ein freier Zugang zu den panhellenischen Heiligtümern vereinbart.
Der Nikiasfrieden wurde auch als „fauler Friede“ bezeichnet, da die Ursachen des Konflikts nicht beseitigt und die Interessen der spartanischen Verbündeten nicht berücksichtigt wurden (zumal Megara einen Hafen verlor und Korinth nicht die erhofften Gewinne erhielt). Bereits am Anfang kam es zu Streitigkeiten: Sparta musste per Los anfangen, doch wollten die spartanischen Truppen in Amphipolis die Stadt nicht herausgeben, woraufhin Athen Pylos nicht räumte.
Schließlich verweigerte Korinth die Zustimmung, während Theben und Megara nicht allen Punkten zustimmten. Außerdem hatten sich die während des Krieges verbreiteten Freiheitsparolen Spartas als leere Phrasen erwiesen. Bald darauf kam es zu Unruhen in Spartas Peloponnesischem Bund und zu einem Wechselspiel der Koalitionen. 